# 이길재
이길재(1940년 4월 3일~)는 대한민국의 정치인이다. 제14·15대 국회의원을 지냈다.

## 역대 선거 결과
|  | 85.67% |

|  | 89.53% |